# Criaturas feroces
Fierce Creatures (en español Criaturas feroces) es una película de 1997 con influencias de la farsa teatral y que se inscribe dentro de la comedia. No puede considerarse una secuela, pero sí una sucesora espiritual de la película A Fish Called Wanda (1988). Ambas tienen los mismos actores: John Cleese, Jamie Lee Curtis, Kevin Kline y Michael Palin. Criaturas feroces estuvo escrita por John Cleese, y dirigida por Robert Young y Fred Schepisi.
La película estuvo dedicada a Gerald Durrell y Peter Cook. Algunas escenas estuvieron filmadas en Zoológico de Jersey, un parque zoológico fundado por Durrell.

## Resumen
La película comienza con Willa Weston (Jamie Lee Curtis) aceptando supervisar el Zoológico Marwood, en un intento de crear un modelo empresarial que pueda ser utilizado por zoológicos en el futuro.
El nuevo director del zoológico es un policía retirado, Rollo Lee (John Cleese), que tiene un plan para rentabilizar el negocio: mostrar solo criaturas violentas y feroces que atraigan el morbo del público. Todos los cuidadores del zoo intentan que cambie de opinión y al verse presionado Rollo decide escenificar que ha matado a los animales sobrantes, cuando en realidad los esconde en su dormitorio, donde causan disparatadas situaciones y mucho ruido, lo que provoca rumores sobre la agitada vida sexual de Rollo. 
Mientras, los cuidadores siguen con su plan y fingen ataques de animales con sangre falsa. Rollo lo descubre y chupa la herida de un visitante creyendo que es falsa. El hijo del dueño se convence de que es un pervertido sexual.
El hijo del dueño sigue con su inspección y decide cubrir todo el zoo de ridículos anuncios publicitarios, mientras su tiránico padre planea destruir el zoo para crear un campo de golf. Ahora bien, Willa le ha cogido mucho cariño a los animales y no está dispuesta a permitir que su jefe se salga con la suya.

## Reparto
- John Cleese es Rollo Lee.
- Jamie Lee Curtis es Willa Weston.
- Kevin Kline es Rod McCain/Vince McCain.
- Michael Palin es Adrian 'Bugsy' Malone.
- Robert Lindsay es Sydney Lotterby.
- Ronnie Corbett es Reggie Sea Lions.
- Carey Lowell es Cub Felines.
- Bille Brown es Neville.
- Derek Griffiths es Gerry Ungulates.
- Maria Aitken es Di Harding.
- Cynthia Cleese es Pip Small Mammals.
- Richard Ridings es Hugh Primates.
- Gareth Hunt es Inspector Masefield.
- Tom Georgeson es Sealion Spectator.
- Jack Davenport es Student Zookeeper.

## Producción
Cleese Empezó a escribir el guion en 1992 y el rodaje empezó el 15 de mayo de 1995. En noviembre hubo un preestreno pero al público no le gusto el final y decidieron cambiarlo, pero las escenas adicionales no podrían ser rodadas hasta agosto de 1996 debido a la disponibilidad del reparto, en particular de Michael Palin. Mientras tanto, Cleese y Johnstone trabajaron en un final nuevo con William Goldman. El retraso significó que director Robert Young tuvo que ser sustituido por Fred Schepisi. El metraje adicional tomó cinco semanas y costó $7 millones.
Schepisi cree que los productores destrozaron la película.

## Recepción
Las críticas fueron diversas, tuvo un 53% en Tomates Podridos de una muestra de 32 críticos.
Roger Ebert otorgó a la película dos estrellas y la comparó con Un pez llamado Wanda, pero sin llegar a su altura
Cleese confesó a su amigo, el director y crítico de restaurantes Michael Winner que si pudiese vivir otra vez «no me habría casado con Alyce Faye Eichelberger y no habría hecho Criaturas feroces».

## La concordancia conA Fish Called Wanda
En la novelización de la película, escrita por Iain Johnstone, se cuenta que Archie Leach (el personaje de Cleese en Wanda) es hermano de Rollo; Rollo cambió su apellido de "Leach" a "Lee" para mejorar sus posibilidades dentro de la policía de Hong Kong.
Los cuatro actores principales tienen roles similares en Un pez llamado Wanda: John Cleese es el buen tipo, Jamie Lee Curtis comienza siendo una chica mala pero acaba enamorada del personaje de John Cleese, Kevin Kline es el antagonista de la pareja y Michael Palin proporciona momentos hilarantes, pero mientras en Criaturas feroces, es un charlatán incapaz de mantener la boca cerrada, en Un pez llamado Wanda era un tartamudo que hablaba poco.
Varios gestos durante la película recuerdan a Wanda. En una escena, un cuidador le dice a Rollo que a Willa le gustó. Cuando Rollo reacciona con sorpresa, Bugsy explica que las feromonas la atraen. Rollo se husmea la axila, un gesto usado por Kevin Kline en "Wanda". También hay un guiño a Un pez llamado Wanda, donde Jamie Lee Curtis y un pez comparten nombre, y aquí es un lémur anillado el que comparte nombre (Rollo) con John Cleese. En la escena final John Cleese "accidentalmente" llama a Jamie Lee Curtis "Wanda" en vez de Willa.
Actores de reparto que estuvieron en Un pez llamado Wanda regresan en Criaturas feroces, como Maria Aitken (mujer de Cleese en Un pez llamado Wanda), hace de ayudante de Rollo en Criaturas feroces, Cynthia Cleese (hija de Cleese en Un pez llamado Wanda es Pip de Mamíferos Pequeños en Criaturas feroces), así como Michael Percival (el cuidador de hormigas) y Tom Georgeson (como visitante del zoológico).
John Cleese explicó en el show de David Letterman que le pareció mala idea hacer una "secuela" de Un pez llamado Wanda debido a las altas expectativas y a que a menudo las secuelas son inferiores al original, a excepción de Aliens y El padrino II.
El título provisional de Criaturas feroces era Death Fish II. En Polonia la película se tituló "Un lémur llamado Rollo", referencia directa a A Fish Called Wanda.